# Straßenradsport-Weltmeisterschaften 1935
Die Straßenradsport-Weltmeisterschaften 1935 fanden am 18. August im belgischen Floreffe statt.

## Rennverlauf
Die Weltmeisterschafts-Strecke verlief von Floreffe nach Namur. Für die Berufsfahrer war ein Kurs von 216 Kilometern abgesteckt, der für die Amateure auf 162 Kilometer verkürzt war. Weltmeister der Profis wurde der 27-jährige Belgier Jean Aerts, der am Ziel einen Vorsprung von fast drei Minuten hatte. Er hatte ein Tempo von 35,5 km/h vorgelegt. Erst mit einem Rückstand von über 19 Minuten kamen die beiden Deutschen Erich Bautz (9.) und Emil Kijewski (10.) ins Ziel. 35,1 km/h benötigte bei den Amateuren der Italiener Ivo Mancini zum Weltmeisterschafts-Titel. Er gewann im Spurt aus einer dreiköpfigen Spitzengruppe. Auch die deutschen Amateure Rudolf Wolke (9.) und Walter Löber (12.) hatten mit der Entscheidung nichts zu tun. Von 54 gestarteten Amateuren kamen 23 in die Wertung.

## Ergebnisse
| Profis | Profis           | Profis | Profis      |
| Platz  | Athlet           | Land   | Zeit        |
| ------ | ---------------- | ------ | ----------- |
| 1      | Jean Aerts       | BEL    | 6:05:19 h   |
| 2      | Luciano Montero  | ESP    | + 02:57 min |
| 3      | Gustave Danneels | BEL    | + 09:08 min |
| 4      | Aldo Bini        | ITA    | + 11:03 min |
| 5      | Leo Amberg       | SUI    | + 11:08 min |
| 6      | Arsène Mersch    | LUX    | + 11:08 min |
| 7      | Mathias Clemens  | LUX    | + 11:08 min |
| 8      | Hubert Opperman  | AUS    | + 11:08 min |
| 9      | Erich Bautz      | GER    | + 19:41 min |
| 10     | Emil Kijewski    | GER    | + 19:41 min |
| 11     | Mariano Cañardo  | ESP    | + 19:41 min |
| 12     | Franz Dunder     | AUT    | + 19:41 min |
| 13     | Alfons Stuyts    | NED    | + 23:40 min |

| Amateure | Amateure               | Amateure | Amateure   |
| Platz    | Athlet                 | Land     | Zeit       |
| -------- | ---------------------- | -------- | ---------- |
| 1        | Ivo Mancini            | ITA      | 4:37:16 h  |
| 2        | Robert Charpentier     | FRA      | + 0:17 min |
| 3        | Werner Grundahl Hansen | DEN      | + 0:17 min |
| 4        | Werner Buchwalder      | SUI      | + 1:45 min |
| 5        | Cesare Del Cancia      | ITA      | + 1:45 min |
| 6        | Rudolf Gustafsson      | SWE      | + 1:45 min |
| 7        | Eugen Sehnalek         | AUT      | + 1:45 min |
| 8        | Kurt Ott               | SUI      | + 1:45 min |
| 9        | Rudolf Wolke           | GER      | + 2:55 min |
| 10       | Frode Sørensen         | DEN      | + 2:55 min |
| 11       | Percy Stallard         | GBR      | + 2:55 min |
| 12       | Walter Löber           | GER      | + 2:55 min |
| 13       | Jacques Majerus        | LUX      | + 2:55 min |
| 14       | Miloslav Krbec         | TCH      | + 2:55 min |
| 15       | Christoph Didier       | LUX      | + 2:55 min |
| 16       | Karl Kühn              | AUT      | + 2:55 min |
| 17       | Olimpio Bizzi          | ITA      | + 2:55 min |
| 18       | Ernst Nievergelt       | SUI      | + 2:55 min |
| 19       | Luke Youll             | GBR      | + 2:55 min |
| 20       | Louis Dehogne          | BEL      | + 3:48 min |
| 21       | Severin Vergili        | FRA      | + 5:03 min |
| 22       | Cornelius Nuyten       | NED      | + 5:03 min |
| 23       | Arne Berg              | SWE      | + 5:40 min |